# کلیتن میلر بند
کلیتُن میلر بند (انگلیسی: Clayton Miller Band) گروه موسیقی بلوز آمریکایی است که اصالتاً اهل لافیت، ایندیانا هستند. این گروه از برادران کُل، ال‌دی و کلیتون میلر به همراه پدرشان لری میلر تشکیل شده‌است. آنها بیشتر به خاطر حضور در اولین فصل امریکاز گات تلنت از شبکه ان‌بی‌سی، و قرارگیری در مرتبه دوم بعد از بیانکا رایان شناخته شده‌اند.
کُل و ال‌دی میلر همچنان تحت عنوان "The Millers" همراه با رایان فلچر نوازندهٔ فلوت و دیوید میکلر نوازنده سازهای کوبه ای همکاری می‌کنند.

## اعضا
- کلیتُن میلر - گیتار، آواز
- کُل میلر - درامز، آواز
- ال‌دی میلر - هارمونیکا، آواز
- لری میلر - باس

## دیسکوگرافی
- زنده در تالار دانکن
- باید عشق داشت